# 1678 год в науке
В 1678 году произошли различные научные и технологические события, некоторые из которых представлены ниже.

## События
- Роберт Гук раскрыл формулировку открытого им «закона упругости». В 1676 году он зашифровал формулировку (для утверждения научного приоритета) в виде латинской анаграммы: «ceiiinosssttuv», что на деле означало: «ut tensio, sic vis» (какая сила, такое растяжение)[1][2].

## Публикации
- Готфрид Лейбниц написал эссе «Lingua generalis».
- Эдмунд Галлей опубликовал первый в мире звёздный каталог для южного полушария, охватывающий 341 звезду[3].
- Христиан Гюйгенс в «Трактате о свете» сформулировал важнейший для волновой оптики принцип Гюйгенса — Френеля[4].

## Родились
См. также: Категория:Родившиеся в 1678 году
- 14 апреля — Абрахам Дарби,  английский металлург и промышленник. Впервые в истории доменного производства использовал как топливо каменноугольный кокс, что стало значительным шагом вперёд, сегодня кокс является основным топливом на всех доменных печах мира (умер в 1717 году)[5].
- 16 июля — Якоб Герман, швейцарский математик, член четырёх академий наук, открывший 2 (13) ноября 1725 года самое первое заседание только что созданной Петербургской академии наук (умер в 1733 году)[6].
- 27 октября — Пьер Ремон де Монмор, французский математик (умер в 1719 году).
- 26 ноября — Жан-Жак де Меран, французский геофизик, астроном и хронобиолог, который открыл циркадные ритмы растений и показал космическое происхождении полярных сияний (умер в 1771 году).

## Скончались
См. также: Категория:Умершие в 1678 году
- 12 апреля — Томас Стэнли, английский учёный и поэт, автор первой работы по истории философии на английском языке (The History of Philosophy, в четырёх томах) (род. в 1625 году)[7].